# Berg (Linköping)

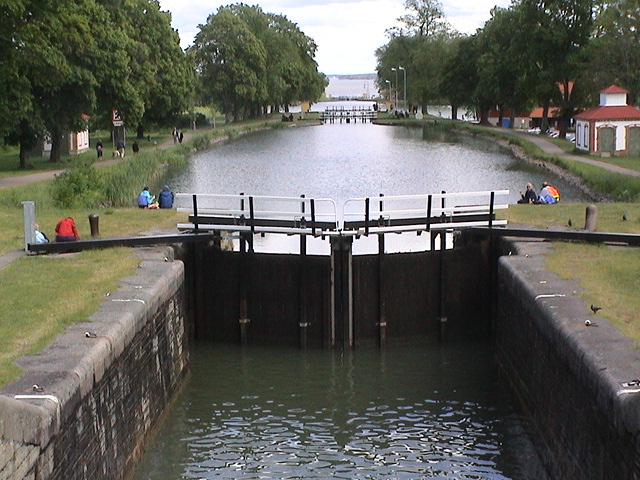
Le chiuse di Bergs Slussar

Berg è un'area urbana della Svezia situata nel comune di Linköping, contea di Östergötland.
La popolazione risultante dal censimento 2010 era di 1 278 abitanti .
Berg si trova sulla sponda occidentale del lago Roxen alla foce del canale di Göta in questo lago. Il luogo è meglio conosciuto per le sue chiuse (Bergs slussar). Da Roxen, una serie di sette chiuse (Carl-Johans-Schleusen) conduce al porto turistico di Berg. Questo è seguito da due doppie chiuse. Le chiuse di Carl Johans sono la serie di chiuse più lunghe del canale. Da qui il canale Göta sale verso la pianura Östgöta e poi verso il Vättern. Questa parte del canale è la più visitata. A Berg c'è un'infrastruttura ben sviluppata con un porto turistico, un ostello della gioventù e numerosi caffè, ristoranti e negozi di alimentari.
Alla foce del canale Göta nel Roxen c'è una famosa spiaggia balneare, visitata in estate dai residenti delle città circostanti, in particolare Linköping e Ljungsbro. C'è anche un campo da mini golf presso il porto turistico.
Immediatamente a sud di Berg si trovano le rovine del monastero di Vreta, il più antico monastero svedese, e la sua chiesa.